# Pat Eddery
Patrick James John Eddery (né le 18 mars 1952 dans le comté de Kildare, en Irlande, et mort le 10 novembre 2015) est un jockey irlandais, détenteur de l'un des plus beaux palmarès de l'histoire des courses, ayant remporté notamment quatre éditions du prix de l'Arc de Triomphe. Il est membre du Hall of Fame des courses britanniques. 

## Carrière
La carrière de Pat Eddery, issu d'une famille de jockeys, s'étend de 1967 à 2003. Il a remporté plus de 6 000 victoires dont 4 632 courses en Angleterre, ce qui le place au deuxième rang derrière Sir Gordon Richards, et fut sacré 11 fois tête de liste des jockeys en Angleterre, score qu'il partage avec Lester Piggott, derrière les 26 titres de l'inimitable Gordon Richards. Jusqu'à 2017 et la cinquième victoire de Lanfranco Dettori en selle sur Enable, il a longtemps détenu, avec Jacques Doyasbère, Thierry Jarnet, Freddy Head, Yves Saint-Martin et Olivier Peslier, le record du nombre de victoires dans le Prix de l'Arc de Triomphe, avec 4 succès. Il s'est reconverti comme entraîneur après avoir mis un terme à sa carrière, remportant un groupe 1 avec Hearts of Fire dans le Gran Criterium. 

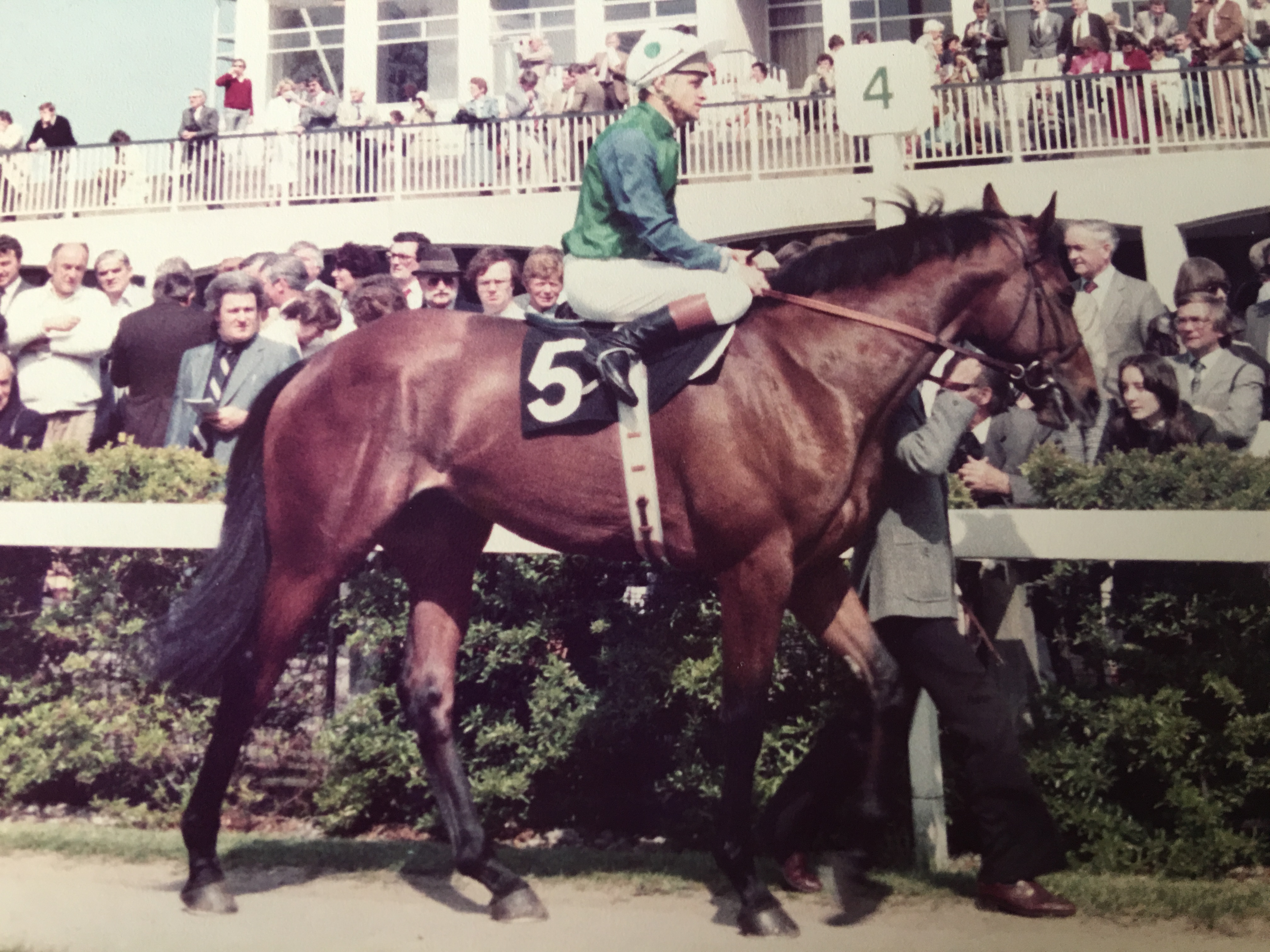
Pat Eddery en selle sur Golden Fleece à Leopardstown en 1982

Pat Eddery est officier de l'Ordre de l'Empire britannique et introduit au Hall of Fame des courses britanniques en 2021. 

## Palmarès (groupe 1uniquement)
Grande-Bretagne
- Derby d'Epsom – 3 – Grundy (1975), Golden Fleece (1982), Quest for Fame (1990)
- 1000 Guinées – 1 – Bosra Sham (1996)
- 2000 Guinées – 3 – Lomond (1983), El Gran Señor (1984), Zafonic (1993)
- Oaks – 3 – Polygamy (1974), Scintillate (1979), Lady Carla (1996)
- King George VI and Queen Elizabeth Diamond Stakes – 2 – Grundy (1975), Dancing Brave (1986)
- Ascot Gold Cup – 2 – Erimo Hawk (1972), Celeric (1997)
- Champion Stakes – 3 – Vitiges (1976), Pebbles (1985), Bosra Sham (1996)
- Cheveley Park Stakes – 5 – Pasty (1975), Woodstream (1981), Prophecy (1993), Gay Gallanta (1994), Wannabe Grand (1998)
- Coronation Cup – 6 – Crow (1978), Rainbow Quest (1985), Saint Estephe (1986), Saddler's Hall (1992), Sunshack (1995), Silver Patriarch (1998)
- Coronation Stakes – 2 – Orchestration (1977), Magic of Life (1988)
- Dewhurst Stakes – 6 – Lunchtime (1972), Grundy (1974), Storm Bird (1980), El Gran Señor (1983), Zafonic (1992), Grand Lodge (1993)
- Eclipse Stakes – 3 – Coup de Feu (1974), Solford (1983), Sadler's Wells (1984)
- Falmouth Stakes – 3 – Star Pastures (1981), Magic Gleam (1989), Ryafan (1997)
- Fillies' Mile – 2 – Tessla (1988), Bosra Sham (1995)
- Golden Jubilee Stakes – 1 – Great Commotion (1990)
- Haydock Sprint Cup – 3 – Record Token (1976), Dowsing (1988), Danehill (1989)
- International Stakes – 4 – Beldale Flutter (1981), Assert (1982), Caerleon (1983), One So Wonderful (1998)
- July Cup – 2 – Sharpo (1982), Lake Coniston (1995)
- Middle Park Stakes – 5 – Habat (1973), Formidable (1977), Bassenthwaite (1984), Primo Valentino (1999), Balmont (2003)
- Nassau Stakes – 3 – Dancing Rocks (1982), Free Guest (1985), Ela Romara (1988)
- Nunthorpe Stakes – 4 – Sharpo (1980 & 1981), Cadeaux Genereux (1989), Sheikh Albadou (1991)
- Prince of Wales's Stakes – 5 – Record Run (1975), English Spring (1986), Two Timing (1989), Batshoof (1990), Placerville (1993)
- Queen Anne Stakes – 3 – Valiyar (1983), Pennine Walk (1986), Warning (1989)
- Queen Elizabeth II Stakes – 3 – Milligram (1987), Warning (1988), Bigstone (1993)
- Racing Post Trophy – 5 – Sporting Yankee (1976), Dactylographer (1977), Beldale Flutter (1980), Reference Point (1986), Armiger (1992)
- St. James's Palace Stakes – 3 – Radetzky (1976), Posse (1980), Persian Heights (1988)
- St. Leger – 4 – Moon Madness (1986), Toulon (1991), Moonax (1994), Silver Patriarch (1997)
- Sun Chariot Stakes – 2 – Sweet Farewell (1974), Free Guest (1985)
- Sussex Stakes – 6 – Posse (1980), King's Lake (1981), Warning (1988), Marling (1992), Distant View (1994), Reel Buddy (2003)
- Yorkshire Oaks – 3 – May Hill (1975), Busaca (1977), Ramruma (1999)

 Irlande
- Irish Derby – 4 – Grundy (1975), El Gran Señor (1984), Law Society (1985), Commander in Chief (1993)
- 2.000 Guinées Irlandaises – 3 – Grundy (1975), King's Lake (1981), Tirol (1990)
- Irish Oaks – 3 – Colorspin (1986), Wemyss Bight (1993), Bolas (1994)
- Irish Champion Stakes – 1 – Sadler's Wells (1984)
- Irish St Leger – 1 – Leading Counsel (1985)
- Moyglare Stud Stakes – 1 – Woodstream (1981)
- National Stakes – 1 – Danehill Dancer (1995)
- Phoenix Stakes – 1 – Danehill Dancer (1995)
- Tattersalls Gold Cup – 2 – Golden Fleece (1982), Batshoof (1990)

 France
- Prix de l'Arc de Triomphe – 4 – Detroit (1980), Rainbow Quest  (1985), Dancing Brave (1986), Trempolino (1987)
- Prix du Jockey Club – 3 – Caerleon (1983), Hours After (1988), Sanglamore (1990)
- Poule d'Essai des Pouliches – 2 – Ukraine Girl (1981), Houseproud (1990)
- Prix de Diane – 1 – Jolypha (1992)
- Critérium de Saint-Cloud – 1 – Miserden (1988)
- Grand Prix de Saint-Cloud – 2 – Glint of Gold (1982), Moon Madness (1987)
- Prix de l'Abbaye de Longchamp – 2 – Sharpo (1982), Double Schwartz (1986)
- Prix de la Forêt – 3 – Brocade (1985), Wolfhound (1992), Indian Lodge (2000)
- Prix Ganay – 1 – Golden Snake (2001)
- Prix d'Ispahan – 1 – Sanglamore (1991)
- Prix Jacques Le Marois – 2 – The Wonder (1982), Lear Fan (1984)
- Prix Jean Prat – 1 – Olden Times (2001)
- Prix Jean-Luc Lagardère – 1 – Tenby (1992)
- Prix Lupin – 1 – No Lute (1981)
- Prix Maurice de Gheest – 3 – Beaudelaire (1983), Lead on Time (1986), Interval (1987)
- Prix Morny – 1 – Zafonic (1992)
- Prix du Moulin de Longchamp – 2 – Distant Relative (1990), All at Sea (1992)
- Prix de l'Opéra – 1 – Andromaque (1994)
- Prix Royal-Oak – 3 – Old Country (1983), Raintrap (1993), Moonax (1994)
- Prix de la Salamandre – 1 – Zafonic (1992)
- Prix Vermeille – 2 – Bint Pasha (1987), Jolypha (1992)

 Allemagne
- Bayerisches Zuchtrennen – 1 – Kaieteur (2002)

 Italie
- Premio Roma – 2 – Knifebox (1993), Taipan (1998)
- Premio Presidente della Repubblica – 1 – Tony Bin (1988)

 Slovaquie
- Derby Slovaque – 1 – Lonango (1997)

 États-Unis
- Arlington Million – 1 – Tolomeo (1983)
- Breeders' Cup Sprint – 1 – Sheikh Albadou (1991)
- Breeders' Cup Turf – 1 – Pebbles (1985)

 Canada
- Canadian International Stakes – 1 – French Glory (1990)

 Japon
- Japan Cup – 1 – Jupiter Island (1986)